# Stipa brasiliensis
Stipa brasiliensis är en gräsart som beskrevs av A.Zanin och Longhi-wagner. Stipa brasiliensis ingår i släktet fjädergrässläktet, och familjen gräs. Inga underarter finns listade i Catalogue of Life.